# داچونگ
داچونگ (به لاتین: Dachong) یک شهرک در جمهوری خلق چین است که در ژونگشان واقع شده‌است. داچونگ ۴۵٫۵ کیلومتر مربع مساحت و ۳۰٬۰۰۰ نفر جمعیت دارد.